# Lämnande grupp
Lämnande grupp kallas den atom eller grupp i en organkemisk reaktion som lämnar huvuddelen av en molekyl. Vilken del som är huvuddelen bestäms godtyckligt utifrån vilket intresse som finns för molekylen. Två sorters lämnande grupper finns: nukleofuger och elektrofuger. Nukleofugerna är de i särklass vanligaste grupperna.

## Benägenhet att lämna
Olika lämnande grupper uppvisar olika benägenhet att lämna huvudmolekylen. En grupp som har lätt att lämna kallas för bra lämnande grupp. Benägenheten bestäms av en rad olika faktorer, till exempel basstyrka hos den lämnande gruppen, solvatisering och polariserbarhet. Generellt gäller att ju stabilare en grupp är i lämnat tillstånd, desto bättre lämnande grupp är den.

## Nukleofug
En nukleofug är en lämnande grupp som tar med sig elektronparet i den bindning den sitter fast med. I reaktionen
(CH3)3CCl  ⇌  (CH3)3C+ + Cl-
är kloret en nukleofug.

## Elektrofug
En elektrofug är en lämnande grupp som lämnar kvar elektronparet i huvudmolekylen.